# Ніколас Томас Райт
Ні́колас То́мас Райт (англ. Nicholas Thomas Wright; нар.1 грудня 1948, Морпет, Нортамберленд), відомий як Н. Т. Райт (англ. N. T. Wright) — англійський дослідник Нового Заповіту, теолог-павлініст[джерело?] і англіканський єпископ. Єпископ Даремський (2003—2010). Пізніше професор-дослідник Нового Заповіту і раннього християнства в Коледжі Святої Марії в Університеті Сент-Ендрюса в Шотландії до 2019 року, коли став старшим науковим співробітником Оксфордського університету.
Райт пише про богослов'я і християнське життя, а також про взаємозв'язок між ними. Він виступає за біблійну переоцінку богословських питань, таких як виправдання, висвячення жінок, і популярних християнських поглядів на життя після смерті.
Автор понад сімдесяти книг, Райт високо цінується в академічних і богословських колах за свою серію книг «Християнське походження і питання Бога». Третій том «Воскресіння Сина Божого» багато священнослужителів і богословів вважають фундаментальною християнською працею про Воскресіння Ісуса Христа.